# Annette Reber
Annette Reber (* 1964 in Berlin; † 13. Januar 2008 ebenda) war eine deutsche Autorin, Regisseurin sowie Dramaturgin. Sie war unter anderem am Deutschen Theater und am Maxim Gorki Theater in Berlin tätig.

## Leben und Wirken
Die Tochter von Heinz Florian Oertel studierte an der Humboldt-Universität zu Berlin Theaterwissenschaften. 1987 verließ sie die Deutsche Demokratische Republik (DDR) und lebte anschließend in Wien, wo sie neben Theaterwissenschaften auch Kunstwissenschaft und Slawistik studierte. Zum Beginn der 1990er-Jahre kehrte sie nach Berlin zurück und war bis 2000 unter Thomas Langhoff am Deutschen Theater Berlin. Nach dem Intendantenwechsel von Bernd Wilms an das Deutsche Theater ging sie unter der Intendanz Volker Hesse an das Maxim Gorki Theater und wirkte dort ab dem Jahr 2001 als Chefdramaturgin. Zudem arbeitete sie auch als Gastregisseurin am Volkstheater Rostock.
Am Maxim-Gorki-Theater war sie mit Armin Petras an der erfolgreichen Erneuerung und Öffnung des Theaters für neue Formen beteiligt und gestaltete Reihen zur Auseinandersetzung mit der deutschen Geschichte, unter anderem die Werkstatt-Reihe Glaube II über 40 Jahre DDR. Sie setzte sich auch mit dem deutschen Gedenkverhalten auseinander und schrieb darüber hinaus Kinderstücke, die sie in Berlin und Rostock inszenierte.
Im Jahr 2007 gab sie Erinnerungen und Texte des 2006 verstorbenen Schauspielers Eberhard Esche heraus, mit dem sie einen gemeinsamen Sohn hat. In dritter Ehe war sie mit dem Theaterregisseur und früheren Schauspieler am Deutschen Theater Alexander Lang verheiratet.
Sie starb am 13. Januar 2008 im Alter von 43 Jahren nach schwerer Krankheit und wurde auf dem Friedhof Pankow III als Annette Lang beigesetzt.

## Schriften
- Ein Stolz, der groß ist: letzte Worte / Eberhard Esche. [Hrsg. von Annette Reber]. Berlin: Eulenspiegel-Verlag, 2007. ISBN 978-3-359-01671-7.